# Hypsipetes moheliensis
Hypsipetes moheliensis là một loài chim trong họ Pycnonotidae.